# Кјузоле (Тренто)
Кјузоле је насеље у Италији у округу Тренто, региону Трентино-Јужни Тирол.
Према процени из 2011. у насељу је живело 90 становника. Насеље се налази на надморској висини од 189 м.